# Sweco Nederland

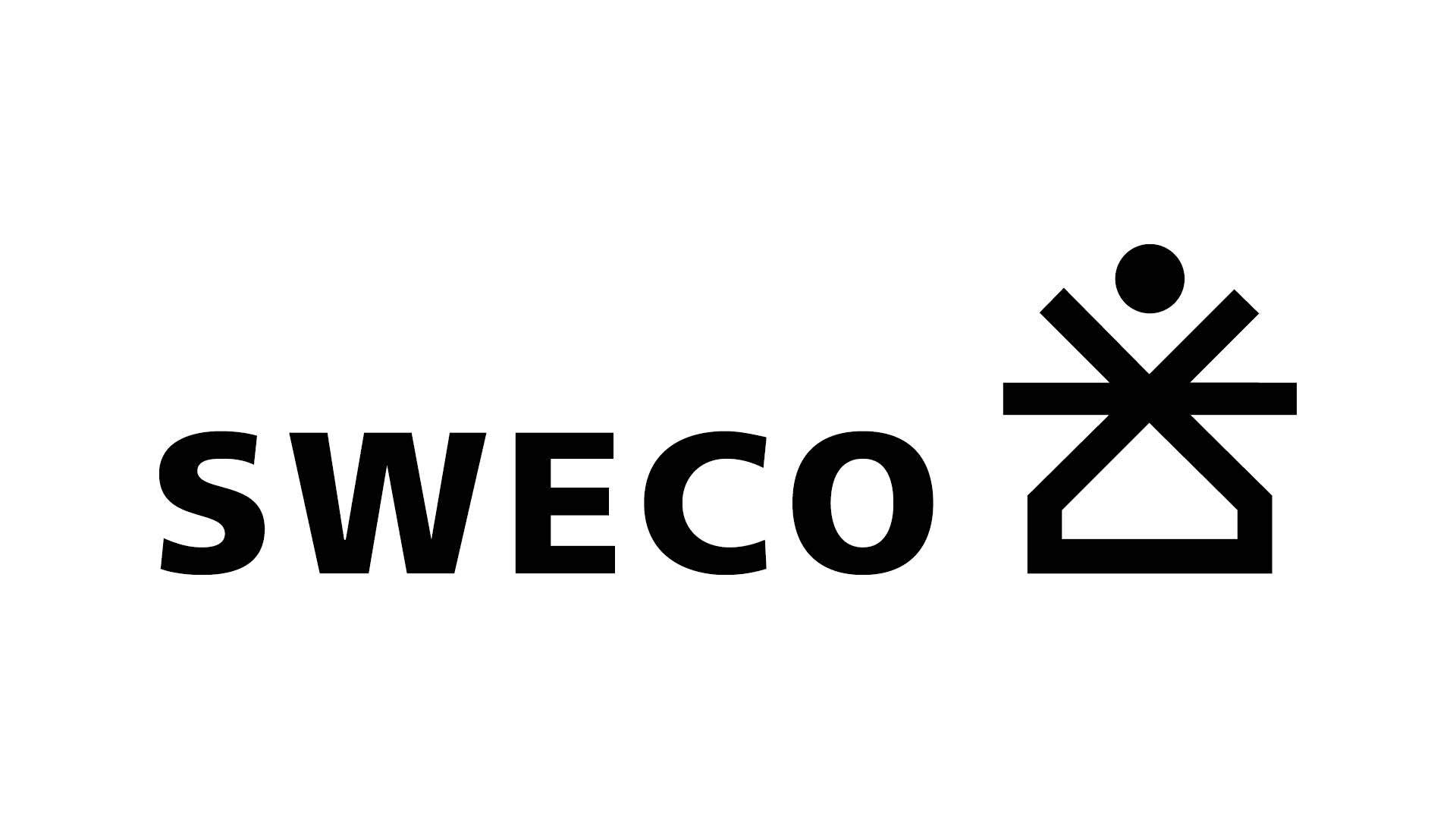
Logo van Sweco

Sweco Nederland, tot 2015 Grontmij, is onderdeel van het internationale advies- en ingenieursbureau Sweco, dat zijn oorsprong vindt in Scandinavië. Dat bedrijf (oorspronkelijk Swedish Consultants) is het grootste architecten- en ingenieursadviesbureau van Europa en biedt diensten aan op het gebied van ingenieursadvies, milieutechnologie en architectuur. Na de overname van Grontmij ontstond in Nederland de vertegenwoordiging van Sweco, die officieel van start ging op 4 april 2016. Met meer dan 2.200 medewerkers en 10 kantoren verspreid over het land, inclusief één hoofdkantoor in De Bilt, is Sweco vertegenwoordigd in Nederland.

## Geschiedenis
In 1913 richtte Doedo Veenhuizen, zoon van aardappelkweker Geert Veenhuizen, in Zwolle een onderneming op om boeren te helpen die kampten met wateroverlast, en om woeste gronden te ontginnen. In 1915 kreeg het bedrijf de naam Grontmij N.V. Deze naam was een afkorting van GRondverbetering en ONTginningMaatschappIJ. Doedo Veenhuizen was de eerste directeur. In die tijd had Grontmij 2 hoofdopzichters, 1 boekhouder, 8 opzichters, 4 werkbazen, 2 klerken, 2 avondklerken, 1 technisch ambtenaar, 1 snoeier, 1 adjunct opzichter en 10 ploegers in dienst. Grontmij had 23 ossen en 9 paarden in bezit voor het zware werk. 
Grote werkloosheid in de jaren dertig bracht de overheid ertoe grote publieke werken uit te voeren. Om de eigen voedselproductie te stimuleren werden 'onnutte gronden' in cultuur gebracht. Grontmij speelde een rol bij de organisatie van het werk en was onder andere betrokken bij het in cultuur brengen van de Wieringermeer en de inrichting van de Noordoostpolder die in 1942 drooggevallen was. Na de watersnood van 1953 hielp het bedrijf bij herstelwerkzaamheden.
In 1954 verhuisde het hoofdkantoor van Grontmij van Zwolle naar Huize Houdringe in De Bilt. De invoering van de vrije zaterdag in 1960 en van de 40-urige werkweek leidden tot een grotere recreatiebehoefte. Grontmij was betrokken bij omvangrijke dagrecreatieprojecten. Daarnaast zorgde een sterk toegenomen mobiliteit voor een groei in de dienstverlening op het gebied van verkeer en infrastructuur.
In de jaren 1965-1975 werd Grontmij een internationaal advies- en ingenieursbureau met 1.300 medewerkers. De aandacht voor het leefmilieu groeide, waardoor het bedrijf steeds meer opdrachten kreeg voor de aanleg van rioleringen en de bouw van rioolwaterzuiveringsinstallaties. Daarnaast startte men in de jaren 1975-1985 met advisering van de industriële sector, de inrichting van nieuwe stedelijke gebieden zoals Houten en Westervoort en met de ontwikkeling van dienstverlening op het gebied van energie en energieterugwinning.
Het bedrijf breidde na 1995 zijn activiteiten uit naar Duitsland, België en Polen. In 2006 nam Grontmij het van oorsprong Scandinavische ingenieursbureau Carl Bro over, in 2008 vond er een gefaseerde overname plaats van het Belgische Ingenieursbureau Libost-Groep nv plaats. In 2010 volgde de Franse Ginger Group en werd de activiteit Monitoring & Testing toegevoegd. Grontmij had ambitieuze groeiplannen bekendgemaakt en wilde de omzet jaarlijks met 10 tot 15% laten groeien tot ongeveer 1,4 miljard euro in 2015. Met de overname van Ginger werd zo’n 260 miljoen euro aan omzet toegevoegd waarmee de helft van de groeidoelstelling al bereikt was. Grontmij betaalt ongeveer 120 miljoen euro voor het Franse bedrijf dat zo’n 2600 medewerkers in dienst had. Met de overname voegde Grontmij een nieuwe regio toe aan haar werkgebied dat zich tot nu toe over de Benelux, Scandinavië, Groot-Brittannië en Centraal- en Oost-Europa uitstrekte. De overname was geen succes en Grontmij kwam eind 2011 in financiële problemen. Het leed in 2011 en 2012 forse verliezen en in mei 2012 werd een claimemissie ter waarde van 80 miljoen euro noodzakelijk om het eigen vermogen te versterken.
Door de financiële problemen zocht Grontmij vanaf begin 2014 een strategische partner. In juni 2015 maakt het Zweedse bedrijf Sweco bekend een bod van 354 miljoen te willen doen op alle aandelen Grontmij. De belangrijkste bestuurorganen van Grontmij en de grootste aandeelhouders waren voorstander van de transactie. Sweco telde in 2014 9000 medewerkers en behaalde een omzet van 963 miljoen euro. Beide bedrijven vulden elkaar geografisch goed aan, Sweco was vooral actief in Scandinavië en Grontmij in West-Europa, Turkije en China. Door de combinatie ontstond het grootste ingenieurs- en adviesbureau in Europa met bijna 15.000 werknemers en een omzet van 1,7 miljard euro.
In 2015 werd Grontmij overgenomen door Sweco. Sweco was al actief in verschillende Europese landen en breidde met de overname zijn activiteiten naar Nederland uit. Sindsdien is Grontmij een onderdeel van Sweco en draagt de naam ‘Sweco Nederland’. 

## Projecten
Sweco Nederland heeft bijgedragen aan projecten zoals:
- de Noord/Zuidlijn in Amsterdam;

- transformatie van treinstation Groningen;

- bijdrage aan het ontwerp van station Den Haag Centraal;

- renovatie en verduurzaming van de Van Nellefabriek in Rotterdam;

- verschillende dijkversterkingen verspreid over Nederland.

## Omzet- en winstgeschiedenis
Dit zijn de netto sales van alle locaties van Sweco. Er is gekozen voor het startjaar 2016 aangezien dit het jaar is geweest dat Grontmij officieel is veranderd in Sweco Nederland en Nederland op dit moment bijdraagt aan de totale netto omzet.
| Jaar | Netto Sales     |
| ---- | --------------- |
| 2016 | € 1.454.728.000 |
| 2017 | € 1.486.056.000 |
| 2018 | € 1.648.680.000 |
| 2019 | € 1.815.352.000 |
| 2020 | € 1.835.504.000 |
| 2021 | € 1.918.400.000 |
| 2022 | € 2.138.400.000 |
| 2023 | € 2.487.064.000 |
| 2024 | € 2.732.274.000 |